# R・O・N
Ryuta Iida (飯田 龍太, Iida Ryuta, nascido em 19 de fevereiro de 1982 em Tóquio, Japão), conhecido pelo seu nome artístico R・O・N (Ron), é um cantor, compositor, guitarrista, tecladista e produtor musical japonês.

## Carreira
R・O・N iniciou sua carreira como vocalista e tecladista da banda Rosaryhill utilizando seu nome real, depois foi o produtor e guitarrista do OLDCODEX, até sua saída em 2012. 
É também conhecido por compor trilhas sonoras de animes e jogos de video-game, bem como estar envolvido na composição de músicas de outros artistas como Ryoko Shintani, Tatsuhisa Suzuki, News e Coming Century.
Uma das suas colaborações mais consagradas nos animes foi produzindo, juntamente com a banda The Pillows, a trilha sonora de FLCL.
Atualmente se mantém focado em seu projeto solo STEREO DIVE FOUNDATION.

## Discografia

### com Promise
- Promise (2006)

### com ROSARYHILL
- Ashdown [single] (2008)
- Fairfield (2009)
- Afterglow  (2011)
- HAWKEYE [single] (2011)
- Evertone [single] (2012)
- Dust in Flame (2013)
- Allegro [single] (2014)
- State of Blue [single] (2014)

### sob o nome STEREO DIVE FOUNDATION
- DAISY [single] (2013)
- AXIS [single] (2014)
- Renegade [single] (2015)
- Genesis [single] (2016)